# Делай с нами, делай, как мы, делай лучше нас!
Делай с нами, делай, как мы, делай лучше нас! (нем. Mach mit, Mach’s nach, Mach’s besser) — одночасовая детская спортивная передача телекомпании Deutscher Fernsehfunk телевидения ГДР. Выходила раз в месяц в воскресенье, в 10 часов утра, в период с 1964 по 1991 год под эгидой национального Олимпийского комитета ГДР. Всего вышло 333 выпуска.
Ведущие — немецкий легкоатлет Герхард Адольф, сценическое имя — Ади и его помощники-школьники.
Тематика: состязания между двумя командами детей школьного возраста из различных городов ГДР, включавшие бег с преодолением препятствий, «змейки», прыжки и игры с мячом. Кроме спортивных эстафет включала соревнования-викторины (с возможностью выбора правильного ответа из нескольких предложенных) и конкурс на знание спортивных правил, правил дорожного движения (после демонстрации видеоролика похождений ведущего на улице «Что Ади сделал неверно?», капитаны команд должны были назвать наибольшее количество нарушений, которые он совершил). Последним конкурсом была «Большая финальная эстафета».
Цель: пропаганда спорта среди детей и школьников.
Серия игр была организована как турнир. Команда победителей выходила на один круг дальше. Команда победителей, которая определялась раз в два года, получала кубок Национального Олимпийского комитета ГДР. В состав жюри, судивших команды, входили известные спортсмены и члены НОК ГДР. В то же время, спортивные представители ГДР использовали программу для отбора талантов для соревновательных видов спорта. Таким образом было открыто более 20 спортсменов, ставших впоследствии чемпионами мира и олимпийскими чемпионами. В частности легкоатлет Кристиан Шнек, представлявший ГДР на Олимпийских играх 1988 года в Сеуле и выигравший золотую медаль в десятиборье, был в своё время капитаном одной из школьных команд на шоу из Штральзунда.
30 января 1966 года передача впервые вышла на Первой программе ЦТ СССР, где её с тех пор регулярно показывали вплоть до начала 1990-х (трансляция с закадровым синхронным переводом, закадровый текст — Любовь Германова. После падения Берлинской стены соревнования стали проводиться с командами из пограничных городов. Первыми такими играми были соревнования между командами из Хоэншёнхаузена и Кройцберга, окончившиеся со счётом 48:4. В последней передаче команда Майнингена состязалась с командой Бад-Херсфельда. Но с закрытием телевидения ГДР 31 декабря 1991 года, телевизионная команда передачи «Mach mit, mach's nach, mach's besser» не сумела заинтересовать западных немецких телепродюсеров, полагавших в то время, что детские программы практически не пользуются спросом, и выпуски передачи прекратились.